# Jeanne Toussaint

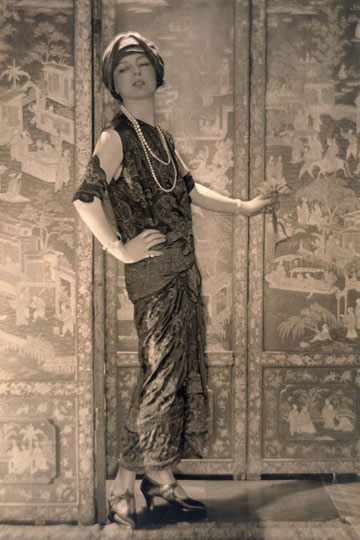
in 1926

Jeanne Toussaint (Charleroi, 13 januari 1887 - Parijs, 7 mei 1976), ook gekend als La Panthère, was een Belgische modeontwerpster. Ze is vooral gekend door haar juwelen met pantermotief.

## Biografie
Jeanne Toussaint was een van de twee dochters van kleine zelfstandigen die verhuisden naar Brussel en er kant verkochten.  Toen ze 17 jaar was verhuisde ze naar Parijs waar ze in de Parijse high society kwam. Ze had vriendschappen met Christian Bérard, Paul Helleu, Giovanni Boldini, Sem, Paul Iribe en Coco Chanel. 
In 1914 leerde ze Louis Cartier kennen. Ze was de minnares van Louis Cartier, die haar artistiek directeur maakte in 1933.